# Lav Diaz
Lav Diaz, all'anagrafe Lavrente Indico Diaz (Datu Paglas, 30 dicembre 1958), è un regista, sceneggiatore, produttore cinematografico, direttore della fotografia, montatore ed attore filippino.

## Biografia
Il suo Death in the Land of Encantos viene presentato nel 2007 nella sezione Orizzonti della 64ª Mostra internazionale d'arte cinematografica di Venezia e ottiene una menzione speciale da parte della giuria: l'anno successivo ottiene il Premio Orizzonti con Melancholia (2008). Nel 2014 vince il Pardo d'oro al Festival di Locarno con Mula sa kung ano ang noon, mentre nel 2016 vince il Premio Alfred Bauer al Festival internazionale del cinema di Berlino per il film Hele sa hiwagang hapis. Nel medesimo anno il suo lungometraggio The Woman Who Left - La donna che se ne è andata gli vale il Leone d'oro al miglior film alla 73ª Mostra internazionale d'arte cinematografica di Venezia.
Diaz è conosciuto per la lunghezza dei suoi film (che raggiungono anche le dodici ore) e per gli interminabili piani-sequenza che ne contraddistinguono lo stile filmico. Proprio per queste particolarità di forma è considerato dalla critica internazionale come uno dei più innovativi registi degli ultimi anni.
Nel 2022, alla 79ª Mostra internazionale d'arte cinematografica di Venezia, ha presentato When the Waves Are Gone, un film di genere tra il poliziesco e il thriller. Nel 2023, al 76º Locano Film Festival, ha presentato Essential Truths of the Lake e nel 2024,  all'81ª Mostra internazionale d'arte cinematografica di Venezia, ha presentato fuori concorso Phantosmia.

## Filmografia
- Serafin Geronimo: Kriminal ng Barrio Concepcion (1998)
- Hubad sa ilalim ng buwan (1999)
- Batang West Side (2001)
- Hesus rebolusyunario (2002)
- Evoluzione di una famiglia filippina (Ebolusyon ng Isang Pamilyang Pilipino) (2004)
- Heremias (Heremias (Unang aklat: Ang alamat ng prinsesang bayawak) (2006)
- Death in the Land of Encantos (Kagadanan sa banwaan ning mga Engkanto) (2007)
- Melancholia (2008)
- Century of Birthing (2011)
- Florentina Hubaldo, CTE (2012)
- Norte, the end of history (2013)
- Mula sa kung ano ang noon (From What Is Before) (2014)
- Storm Children, Book One (2014)
- Ang araw bago ang wakas (The Day Before the End) (2016) - cortometraggio
- Hele sa hiwagang hapis (A Lullaby to the Sorrowful Mystery) (2016)
- The Woman Who Left - La donna che se ne è andata (Ang babaeng humayo) (2016)
- Ang hupa (2019)
- Lahi, Hayop (2020)
- Historya ni Ha (2021)
- Isang salaysay ng karahasang Pilipino (2022)
- When the Waves Are Gone (Kapag wala nang mga alon) (2022)
- Essential Truths of the Lake (2023)
- Phantosmia (2024)